# الإجهاض في الجزائر
الإجهاض في الجزائر قانوني فقط إذا كان سينقذ حياة المرأة الحامل أو يُشكل خطرا على صحتها أو أن حملها سيعرضها لخطر شديد سواء من ناحية الصحة البدنية أو من ناحية الصحة العقلية.
في الجزائر يتم الحكم على منفذ عملية الإجهاض عادة بالسجن ما بين ستة أشهر حتى أربعة وعشرين شهرا وذلك حسب ظروف العملية والدافع من ورائها، أما الشخص الذي يُنفذ هذه العملية (أو الإجراء) دون الحصول على موافقة الأم ودون التوفر على رخصة وموافقة طبية لإجراء العملية فقد يتعرض للجسن لمدة 5 سنوات.

## قوانين صارمة حول الإجهاض
السبب الأكثر شيوعا لوفيات الأمهات في الجزائر هو من ثقب الرحم، نصف هذه الوفيات تكون بسبب العمليات غير السليمة خلال عمليات الإجهاض غير القانونية.

## التاريخ
في عام 1998، رفعت حكومة الجزائر كامل القيود على الإجهاض باستثناء النساء المغتصبات والذين يحق لهن إجراء العملية حسب رغبة الضحية من عدمها. هذا وتجدر الإشارة إلى أنه في السنوات الأربع التي سبقت هذا القرار، اختُطفت على الأقل 1600 شابة من قبل فرق جوالة تابعة للجماعة الإسلامية المسلحة وهناك شكوك حول تعرض الكثير منهن لاغتصاب وحمل ثم إجراء إجهاض قسري.